# Oksana Ekk
Oksana Ekk (née le 26 novembre 1974 à Ordjonikidze) est une athlète russe spécialiste du sprint. Elle s'est notamment illustrée avec l'équipe russe de relais 4 x 100 mètres.

## Biographie

### Palmarès
| Date | Compétition                | Lieu          | Résultat | Performance |
| ---- | -------------------------- | ------------- | -------- | ----------- |
| 1998 | Goodwill Games             | Uniondale     | 3e       | 42 s 62     |
| 1998 | Championnats d'Europe      | Budapest      | 3e       | 42 s 73     |
| 1998 | Coupe du monde des nations | Johannesbourg | 5e       | 43 s 11     |
| 1999 | Coupe d'Europe des nations | Paris         | 2e       | 42 s 91     |
| 2001 | Coupe d'Europe des nations | Brême         | 2e       | 43 s 15     |

### Records
| Épreuve    | Performance | Lieu     | Date         |
| ---------- | ----------- | -------- | ------------ |
| 100 mètres | 11 s 21     | Budapest | 19 août 1998 |
| 200 mètres | 22 s 69     | Moscou   | 20 août 2000 |